# Jørgen Thormøhlen
Jørgen Thormøhlen (även Thor Møhlen) född omkring 1640, troligen i Hamburg, död 25 december 1708 i Köpenhamn, var en norsk köpman och industriidkare.
Thormøhlen, vars far var vinhandlare i Hamburg, fick 1664 burskap i Bergen, där han förutom handel drev ett för den tiden ovanligt stort skeppsrederi. År 1671 stiftade han ett grönländskt kompani för valfångst samt förvärvade och omdanade omkring 1675 den nära Bergen belägna, efter honom uppkallade stora egendomen Møhlenpris, där han skapade en mängd olika industriella företag.
Thormøhlen, som 1681 av Kristian V fått titeln kommersedirektör, tog 1684 initiativet till Bergens börs. Bland hans många kungliga privilegier, koncessioner och monopol kan särskilt nämnas hans 1690 av kungen stadfästa kontrakt med Danska Västindiska Kompaniet om rätt under tio år till all handel på Saint Thomas. Han var (med Else Hansdatter Montagne) huvudägare i fartyget Cornelia, vilket 1673 blev det första dansk-norska skepp som fraktade slavar från Västafrika till Saint Thomas. Han var den förste som föreslog anläggning av frihamnar i Köpenhamn, Kristiansand, Bergen och Trondheim samt inrättandet av en bank i Norge, varjämte han verkställde landets första sedelemission.
Till följd av Thormøhlens misslyckade spekulationer och andra stora förluster försämrades hans affärer till den grad, att boet vid hans död var insolvent. De många anläggningarna på Møhlenpris skingrades under 1700-talets lopp.